# Малый Тростянец
Малый Тростянец (укр. Малий Тростянець) — село,
Тростянецкий сельский совет,
Полтавский район,
Полтавская область,
Украина.
Код КОАТУУ — 5324086205. Население по переписи 2001 года составляло 385 человек.

## Географическое положение
Село Малый Тростянец находится на расстоянии в 1 км от села Великий Тростянец и в 1,5 км — село Высшие Ольшаны.